# Benigna Gottlieb von Trotha gt Treyden
Benigna Gottlieb von Trotha gt Treyden (15 ottobre 1703 – Jelgava, 5 novembre 1782) fu una duchessa consorte di Curlandia come moglie di Ernst Johann Biron.

## Biografia
Benigna era figlia del nobiluomo baltico Lewin von Trotta gen. Treyden. Diventò dama di compagnia della duchessa vedova reggente di Curlandia, Anna I di Russia, nel 1720, e nel 1723 sposò il consigliere di Anna, Ernst Johann von Biron (Bühren). Il matrimonio fu, secondo testimonianze, combinato da Anna in un tentativo di conciliare la sua stessa relazione con Biron.
Quando Anna diventò imperatrice di Russia nel 1730, la coppia Biron la seguì in Russia, conservando i loro incarichi di consigliere e dama di compagnia. Benigna è descritta come superba e irascibile e segnata dal vaiolo, ma anche come genitore e dama di compagnia diligente, come una brava pittrice e artista tessile, insieme a sua figlia ricamò un arazzo di seta che è  esposto nel palazzo di Jelgava. Spese grandi somme di denaro in vestiti e gioielli e ricevette anche molti doni costosi da Anna. Ha anche pubblicato un libro di poesie religiose in lingua tedesca, pubblicato a Mosca nel 1777 intitolato "Eine große Kreuzträgerin".
Quando suo marito diventò duca di Curlandia nel 1737, fu insignita dell'ordine di Santa Caterina. Condivise la prigionia del marito nel 1740 e tornò con lui in Curlandia nel 1763, dove trascorse il resto della sua vita alla corte di Mitau (Jelgava).

## Figli
- Pietro Biron (1724-1800)
- Hedvig Elizabeth von Biron (1727-1797)
- Karl Ernst von Biron (1728-1801)